# حركة فايدة 1963
حركة فايدة، هي محاولة انقلابية لم تنجح قامت بها عناصر في الجيش العراقي يوم 28 شباط 1963، بعد أيام من وصول حزب البعث إلى السلطة في حركة 8 شباط 1963 في العراق.

## التخطيط للحركة
وضعت الخطة من قبل عدد من الضباط وأعضاء في الحزب الشيوعي العراقي أمثال طالب عبد الجبار وبنيامين يوسف، وعناصر شيوعية الأخرى في جيش الأنصار يقيادة توما توماس، واقتضت الخطة ان تسيطر العناصر الشيوعية علئ اللواء 14 المتمركز في دهوك، ثم التحرك به إلى فايدة التي يتمركز فيها اللواء الخامس في معسكر الغزلاني للسيطرة على اللواء اعتقال آمره سعيد حمو والضباط الآخرين، ومن ثم يتحرك اللوءان الخامس والرابع عشر بعد السيطرة على الموصل إلى بغداد مستغلين ضعف الحكومة الجديدة.
أرسلت المنظمات الشيوعية للمساهمة في الحركة 300 مسلح للتحرك إلى الموصل حال وصول الإشارة بالسيطرة علئ اللواء الخامس، وذلك على محورين هما القوش- تلكيف - الموصل، وعين سفني - بعشيقة - الموصل، وكلفت العناصر الموجودة في مناطق النفوذ الشيوعي في أقضية ونواحي الموصل بالسيطرة على مراكز الشرطة حال استلام الإشارة بالنجاح. وحددت ساعة الصفر بليلة 26 / 27 شباط.

## سير الحركة وفشلها
فشلت الحركة قبل ان تبدأ، رغم تحرك المسلحين في ليلة للتنفيذ. فقد ألقى ضابط الحراسة في معسكر فايدة القبض على أحد ضباط الصف المشاركين في الحركة عندما اشتبه به لتنظيفه لسلاحه في الساعة الحادية عشر ليلا، واعترف الضابط في التحقيق وانكشفت الحركة، وأعلم معسكر الغزلاني بالأمر فتحركت قوات عراقية بإمرة خليل جاسم الدباغ وضباط اخرين للسيطرة علئ الموقف في المواقع العسكرية في الموصل ومحيطها، وألقي القبض على عدد من الضالعين في الحركة وحوالي ثلاثة عشر عسكريا، وبذلك أحبطت المحاولة وعاد المسلحون ال 300 المتواجدون في فايدة من حيث أتوا.

## تكريم الضباط
كرّم الضباط خليل جاسم الدباغ وسعيد حمو واخرون بأوسمة شجاعة  لحباطهم المحاولة الانقلابية.